# Gare de M'Sila
La gare de M'Sila est une gare ferroviaire algérienne située sur le territoire de la commune de M'Sila, dans la wilaya de M'Sila.

## Situation ferroviaire
Établie à une altitude de 470 m, elle est la gare terminale de plusieurs lignes ferroviaires :
- de la ligne de Aïn Touta à M'Sila (PK 149), où elle est précédée de la gare de Ouled Derradj ;
- de la ligne de Bordj Bou Arreridj à M'Sila (PK 55), où elle est précédée de la gare de Medjez ;
- de la ligne de Tissemsilt à M'Sila (PK 286), où elle est précédée de la gare de Aïn El Hadjel.

| \| M'Sila Medjez Aïn El Hadjel Ouled Derradj \| Localisation de la gare de M'Sila dans la wilaya de M'Sila. |
| M'Sila Medjez Aïn El Hadjel Ouled Derradj                                                                   |

## Service des voyageurs

### Desserte
La gare de M'Sila est desservie par :
- les trains grandes lignes des liaisons :
  - Alger - Batna[1],[2] ;
  - Alger - Touggourt[3],[4],[5] ;
- et les trains régionaux de la liaison Bordj Bou Arreridj - Tissemsilt[6],[7].